# Elmo ratuje Boże Narodzenie
Elmo ratuje Boże Narodzenie (ang. Elmo Saves Christmas) – film familijny powstały w 1996 roku, oparty na powieści Christmas Every Day autorstwa Williama Deana Howellsa.

## Opis fabuły
Na Ulicy Sezamkowej nastaje czas Bożego Narodzenia. Elmo, pomagając wydostać się Mikołajowi z komina, dostaje od niego śnieżną kulę, która może spełnić trzy życzenia. Elmo chce, żeby święta trwały cały rok. Szybko okazuje się, że nie był to dobry pomysł. Teraz bohater musi przywrócić to, co zostało utracone. 

## Obsada
- Emilio Delgado jako Luis
- Sonia Manzano jako Maria
- Bob McGrath jako Bob
- Roscoe Orman jako Gordon
- David Langston Smyrl jako pan Handford
- Carlo Alban jako Carlo
- Charles Durning jako Święty Mikołaj
- Harvey Fierstein jako Easter Bunny
- Carroll Spinney jako Żółtodziób; Oscar
- Kevin Clash jako Elmo
- Frank Oz jako Ciasteczkowy potwór; Grover; Bert
- Jerry Nelson jako Liczyhrabia; prezenter wiadomości; pan Johnson
- Steve Whitmire jako Kermit; Ernie
- Carmen Osbahr jako Rosita
- Martin P. Robinson jako pan Snuffleupagus; Telly Monster
- David Rudman jako Baby Bear; Humphrey
- Fran Brill jako Zoe
- Joey Mazzarino jako Piorun

## Wersja polska
Opracowanie wersji polskiej: na zlecenie MiniMini – Start International Polska

Reżyseria: Paweł Galia

Dialogi polskie: Piotr Radziwiłowicz

Dźwięk i montaż: Jerzy Wierciński

Kierownictwo produkcji: Anna Kuszewska

Udział wzięli:
- Tomasz Bednarek – Elmo
- Mieczysław Morański – Mikołaj
- Leszek Zduń – Piorun
- Marek Bocianiak – Tolek
- Małgorzata Puzio – Zoe
- Janusz Zadura – Grover
- Andrzej Chudy – Klient
- Aleksander Mikołajczak – Żółtodziób
- Zbigniew Konopka – Ciasteczkowy potwór
- Jarosław Domin – Liczyhrabia

i inni